# 전북특별자치도교육청미래교육연구원
전북특별자치도교육청미래교육연구원(全北特別自治道敎育廳未來敎育硏究院)은 지방교육자치에 관한 법률 제32조에 따라 교육의 이론과 실제를 조사 연구하고 교육정보·자료를 개발·보급·지원하기 위하여 전북특별자치도교육청 산하에 설치된 소속기관이다.